# Lijst van voetbalinterlands Nederland - Servië (vrouwen)
Deze lijst van voetbalinterlands is een overzicht van alle voetbalwedstrijden tussen de nationale vrouwenteams van Nederland en Servië. Nederland en Servië hebben twee keer tegen elkaar gespeeld. De eerst wedstrijd was op 21 september 2011 in Velsen-Zuid. De laatste confrontatie op 20 juni 2012 in Belgrado.

## Wedstrijden
| № | Plaats      | Datum             | Competitie           | Wedstrijd          | Uitslag |
| - | ----------- | ----------------- | -------------------- | ------------------ | ------- |
| 1 | Velsen-Zuid | 21 september 2011 | EK 2013 kwalificatie | Nederland − Servië | 6 − 0   |
| 2 | Belgrado    | 20 juni 2012      | EK 2013 kwalificatie | Servië − Nederland | 0 − 4   |

## Samenvatting
| Competitie | Totaal gespeeld | Winst Nederland | Gelijk | Winst Servië | Doelsaldo Nederland – Servië |
| ---------- | --------------- | --------------- | ------ | ------------ | ---------------------------- |
|            | 2               | 2               | 0      | 0            | 10 − 0                       |
| Totaal     | 2               | 2               | 0      | 0            | 10 − 0                       |

KNVB ·
A-internationals ·
Bondscoaches ·
Topscorers ·
Jong OranjeLeeuwinnen ·
Vrouwen U20 ·
Vrouwen U19 ·
Vrouwen U18 ·
Vrouwen U17 ·
Vrouwen U16 ·
Vrouwen U15

EK-wedstrijden vrouwen ·
WK-wedstrijden vrouwen ·
Resultaten vrouwen kwalificaties en eindronden
1971 – 1979 ·
1980 – 1989 ·
1990 – 1999 ·
2000 – 2009 ·
2010 – 2019 ·
2020 – 2029
EK 2009 ·
EK 2013 ·
WK 2015 · 
EK 2017 · 
WK 2019 · 
OS 2020 · 
EK 2022 · 
WK 2023
Albanië ·
Australië ·
België ·
Brazilië ·
Canada ·
Chili ·
China ·
Costa Rica ·
Cyprus ·
Denemarken ·
Duitsland ·
Engeland ·
Estland ·
Finland ·
Frankrijk ·
GOS ·
Griekenland ·
Hongarije ·
Ierland ·
IJsland ·
Indonesië ·
Israël ·
Italië ·
Ivoorkust ·
Japan ·
Kameroen ·
Kosovo ·
Kroatië ·
Mexico ·
Nieuw-Zeeland ·
Nigeria ·
Noord-Ierland ·
Noord-Korea ·
Noord-Macedonië ·
Noorwegen ·
Oekraïne ·
Oostenrijk ·
Polen ·
Portugal ·
Roemenië ·
Rusland ·
Schotland ·
Servië ·
Slovenië ·
Slowakije ·
Spanje ·
Thailand ·
Tsjechië ·
Turkije ·
Verenigde Staten ·
Vietnam ·
Wales ·
Wit-Rusland ·
Zambia ·
Zuid-Afrika ·
Zweden ·
Zwitserland
Denemarken (2017) ·
Verenigde Staten (2019)